# Ilan Gilon

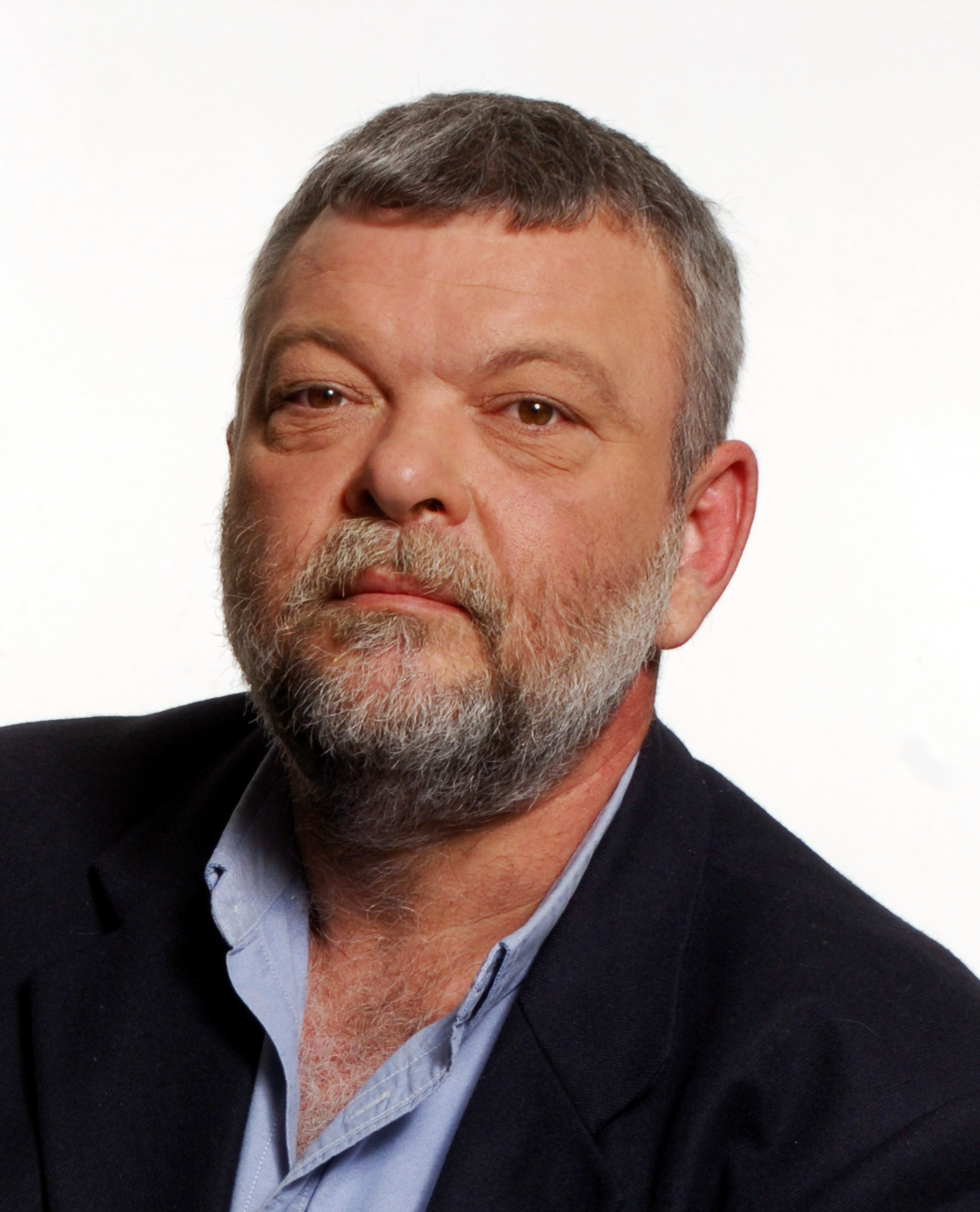
Ilan Gilon

Ilan Gilon (hebräisch אִילָן גִּילְאוֹן‎, * 12. Mai 1956 in Galați, Rumänien; † 1. Mai 2022) war ein israelischer Politiker der Partei Meretz.

## Leben
Ilan Goldstein war der Sohn von Abraham Goldstein. Gemeinsam mit seiner Familie wanderte er 1965 von Rumänien nach Israel aus. Nach der Ankunft hebraisierte die Familie den Namen „Goldstein“ in „Gilon“.
Gilon wuchs in Aschdod auf. In seiner Jugend war er Mitglied der Jugendbewegung Hashomer Hatzair. Er studierte Politikwissenschaften an der Hebräischen Universität Jerusalem.
Von 1999 bis 2021 war Gilon Abgeordneter in der Knesset, mit einer Unterbrechung von 2003 bis 2009.